# Iłowo-Osada (gmina)
Iłowo-Osada est une gmina rurale du powiat de Działdowo, Varmie-Mazurie, dans le nord de la Pologne. Son siège est le village d'Iłowo-Osada, qui se situe environ 11 km au sud-est de Działdowo et 70 km au sud de la capitale régionale Olsztyn.
La gmina couvre une superficie de 103,8 km2 pour une population de 7 167 habitants.

## Géographie
La gmina inclut les villages de Białuty, Białuty Kolonia, Brodowo, Chorap, Dwukoły, Dźwierznia, Gajówki, Iłowo-Osada, Iłowo-Wieś, Janowo, Kolonie Narzymskie, Krajewo, Kraszewo, Mansfeldy, Mławka, Narzym, Pruski, Purgałki, Sochy et Wierzbowo.
La gmina borde la ville de Mława et les gminy de Działdowo, Janowiec Kościelny, Kozłowo, Lipowiec Kościelny et Wieczfnia Kościelna.